# Фітоценотипи
Фітоценотипи — сукупності видів рослин, які відіграють рівнозначну роль у формуванні фітоценозу, визначають ступінь і характер цієї ролі у складі та будові фітоценозу. Фітоценотип можна розглядати як реалізацію життєвої форми в конкретному ценотичному оточенні.
Серед вчених є різні погляди на виділенні фітоценотипів за їхньою роллю в житті фітоценозу — одні геоботаніки надають йому роль видового рангу, інші вважають, що фітоценотипи об'єднують не види, а популяції.
За видовим рангом Г. М. Висоцький виділяв дві групи фітоцинотипів: 
- преваліди — багаторічні рослини, які визначають властивості фітоценозів
- інградієнти — однорічні й дворічні види з коротким періодом розвитку і у фітоцинозі перебувають тимчасово, певний період розвитку.

Найчастіше використовують класифікацію, яку запропонував Л. Г. Раменський, і доповнена іншими вченими. Таких категорій три: фітоценотипи віолентів, патієнтів та експлерентів.
- Фітоценотип віолентів, або силовиків — рослини, які пригнічують інші рослини на своїй території. Так навколо дуба звичайного (Quercus robur) за рахунок великому періоду життя і активному використанню мінеральних речовин з ґрунту, створюється середовище, яке не для всіх видів рослин є оптимальним.
- Фітоценотип патієнтів, або витривалих — рослини, які хоч і не мають високу енергією життєдіяльності, але є дуже витривалими і тому здатні утворювати стійкі фітоценози в місцях, несприятливих для віолентів. Так очерет звичайний (Phragmites australis) швидко розростається, розмножуючись як вегететивним, так і насінним шляхом.
- Фітоценотип експлерентів, або заповнювачів — види, які швидко розростаються на вільні місця між постійними видами угруповання (віолентами і патієнтами), але протягом короткого часу витісняються останніми. Прикладом експлерентів є ефемери, які навесні, швидко проходять цикл розвитку, доки не виростають кущові ролини.

На популяційному рівні Сукачов В. М. розглядав два типи:
- едифікатори — рослини, що визначають будову та видовий склад рослинного угруповання;
- асектатори — незначною мірою впливають на видовий склад фітоценозу, існуючи в ньому ніби самі по собі.

У межах едифікаторів виділяють: автохтонні (без участі тварин та людей) і дигресивні (при втрученні тварин чи людей).
Асектатори поділяються на автохтонні (належать до складу самобутнього рослинного покриву) й адвентичні (занесені до даного фітоценозу тваринами, людиною, вітром тощо).
Пізніше була розроблена система фітоценотипів у ранзі домінант. Її засновником був шведський геоботанік Дю-Ріє.
Домінанти — види, які продукують більшу частку біомаси фітоценозу і його ярусів, є едифікаторами. Вони можуть як у великій кількості, так і нечисленними, але переважати за об'ємом, біомасою. Домінанти виділять за ярусами, під'ярусами, популяціями. Якщо є перевага декількох видів, то їх називають кондомінантними або співдомінантними. Якщо вид має перевагу в одному ярусі, то це — субдомінант.
У наукових дослідженнях найчастіше розглядаються такі групи фітоценотипи: едифікатор, домінант, асектатор, інгредієнт або едифікатор, домінант, співдомінант і асектатор.